# Birthday Sex
Birthday Sex é uma canção R&B do cantor norte-americano Jeremih. Este é o primeiro single do cantor e estará em seu primeiro álbum de estúdio, que leva o nome do próprio e será lançado em breve. A música foi escrita por ele e produzida por Mick Schultz. O remix oficial conta com a participação do rapper Fabolous. Outro remix é com a cantora Teairra Mari.

## Videoclipe
O clipe para a canção foi filmado em Los Angeles e foi dirigido por Paul Hunter. No vídeo, Jeremih é mostrado com a pessoa que está interessado e com uma Handycam para capturar os momentos íntimos de ambos.
A estreia do videoclipe na MTV EUA foi em 1 de Junho de 2009.

## Desempenho nas paradas
A estreia da canção no Hot 100 da Billboard foi na posição #97. A maior posição alcançada foi #4, durante duas semanas. No Canadá, estreou em 81º. Na parada mundial, a canção estreou em #39 entre os 40 com 61.000 pontos na semana até 23 de Maio de 2009.

### Posições
| Paradas (2009)                                   | Melhor posição |
| ------------------------------------------------ | -------------- |
| Canadá - Top 100 Singles                         | 46             |
| Estados Unidos - Billboard Hot 100               | 4              |
| Estados Unidos - Billboard Hot R&B/Hip-Hop Songs | 1              |
| Estados Unidos - Billboard Pop 100               | 16             |